# Xulong
Xulong (kinesiska: 徐龙, 徐龙乡) är en socken i Kina. Den ligger i provinsen Sichuan, i den sydvästra delen av landet, omkring 520 kilometer sydväst om provinshuvudstaden Chengdu. Antalet invånare är 1537. Befolkningen består av 712 kvinnor och 825 män. Barn under 15 år utgör 22,0 %, vuxna 15-64 år 67 %, och äldre över 65 år 10,0 %.
Genomsnittlig årsnederbörd är 649 millimeter. Den regnigaste månaden är juli, med i genomsnitt 229 mm nederbörd, och den torraste är december, med 1 mm nederbörd.